# Single (baseball)

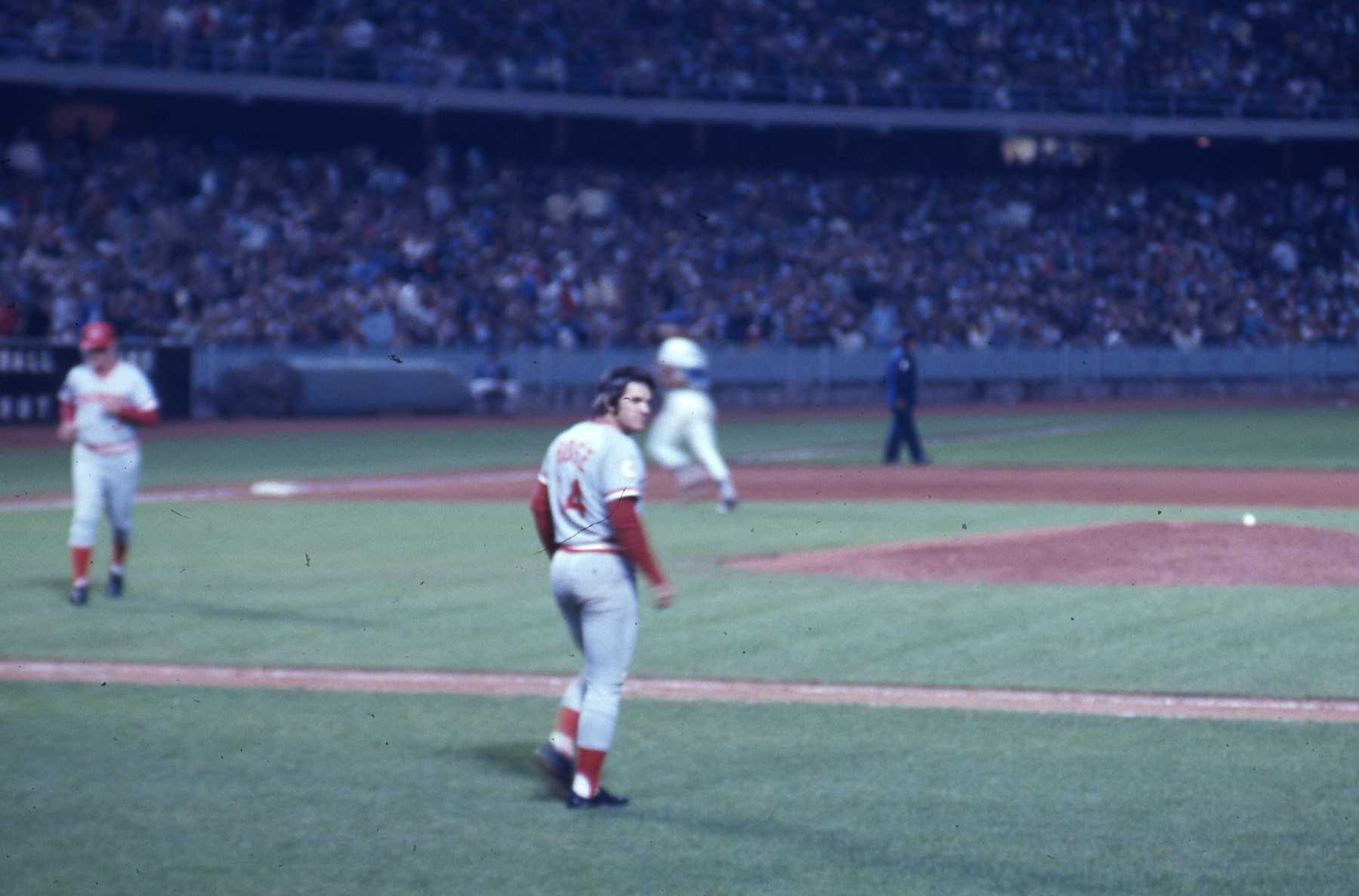
Pete Rose (nr. 14) – lider w klasyfikacji wszech czasów pod względem liczby single'ów.

Single – uderzenie w baseballu, po którym pałkarz dotarł bezpiecznie na pierwszą bazę. Single niezaliczany jest w przypadku rozegrania fielder's choice lub popełnienia błędu przez drużynę broniącą.

## Liderzy w klasyfikacji wszech czasów MLB pod względem liczby single'ów
1. Pete Rose – 3215
2. Ty Cobb – 3053
3. Eddie Collins – 2643
4. Cap Anson – 2614
5. Derek Jeter – 2595
6. Willie Keeler – 2513
7. Honus Wagner – 2424
8. Rod Carew – 2404
9. Tris Speaker – 2383
10. Tony Gwynn – 2378
11. Paul Molitor – 2366